# Sonnele Öztürk
Sonnele Öztürk (* 17. März 1998 in Berlin) ist eine deutsche Schwimmsportlerin. Sie wurde 2013 Jugendeuropameisterin über 200 Meter Rücken und 2017 bei den Deutschen Meisterschaften Zweite über diese Strecke.

## Leben
Die Tochter des ehemaligen Basketballprofis Teoman Öztürk wurde in Berlin geboren und trainierte in ihrer Kindheit und bis 2009 bei den Wasserfreunden Spandau 04, wo sie auch ihre ersten sportlichen Erfolge feierte.
Von 2010 bis 2013 wechselte Sonnele zum Potsdamer Schwimmverein und trainierte bei Marko Letz am Olympiastützpunkt Potsdam.
Verbunden mit einem Schul- und Trainerwechsel im Jahr 2013 wechselt Sonnele wieder zurück zu den Wasserfreunden Spandau 04. Sie trainierte für ein Jahr unter Harald Gampe am Olympiastützpunkt Berlin. Nach einem halben Jahr unter dem neuen Berliner Chefbundestrainier Miro Zeravica, wechselte Sonnele 2015 wieder zurück an den Olympiastützpunkt Potsdam. Seitdem trainiert sie dort unter anderem gemeinsam mit Olympiateilnehmer Christian Diener unter Jörg Hoffmann.
Im Jahr 2016 schloss sie ihre schulische Laufbahn mit dem Abitur an der Sportschule Potsdam ab.

## Erfolge
Sonnele Öztürk wurde bereits 2009 mit 11 Jahren Berliner Meisterin über ihre Paradestrecke, die 200 Meter Rücken.
Ihren ersten internationalen sportlichen Erfolg hatte Sonnele 2011 beim EYOF (European Youth Olympic Festival), wo sie über 200 Meter Rücken den 2. Platz belegte. 2013 feierte sie ihren bis dahin größten sportlichen Erfolg mit dem 1. Platz über 200 Meter Rücken bei den Jugendeuropameisterschaften in Posen. Im selben Jahr qualifizierte sie sich für die Kurzbahneuropameisterschaften in Herning (Dänemark) und belegte dort den 5. Platz.
Bei den Europameisterschaften 2014 in Berlin belegte Sonnele über 200 Meter Rücken den 9. Platz. 2016 absolvierte Sonnele ihren ersten Freiwasser-Wettkampf in Hamburg. Über 5 km wurde sie in der offenen Wertung Siebte. Bei den Deutschen Meisterschaften 2017 sicherte sich Sonnele zeitgleich mit Jenny Mensing, hinter Lisa Graf den 2. Platz über 200 Meter Rücken.
Sonnele ist mehrfache deutsche Jahrgangsmeisterin und hält die Altersklassenrekorde über die 200 Meter Rücken bei den 13-, 14-, 15-, 17- und 19-Jährigen.